# Piranosio ossidasi
La piranosio ossidasi è un enzima appartenente alla classe delle ossidoreduttasi, che catalizza la seguente reazione:
D-glucosio + O2 ⇄ 2-deidro-D-glucosio + H2O2
Una flavoproteina (FAD). Ossida anche D-xilosio, L-sorbosio e D-glucono-1,5-lattone, che hanno la stessa conformazione ad anello e configurazione al C-2, C-3 e C-4.